# Калагарівка

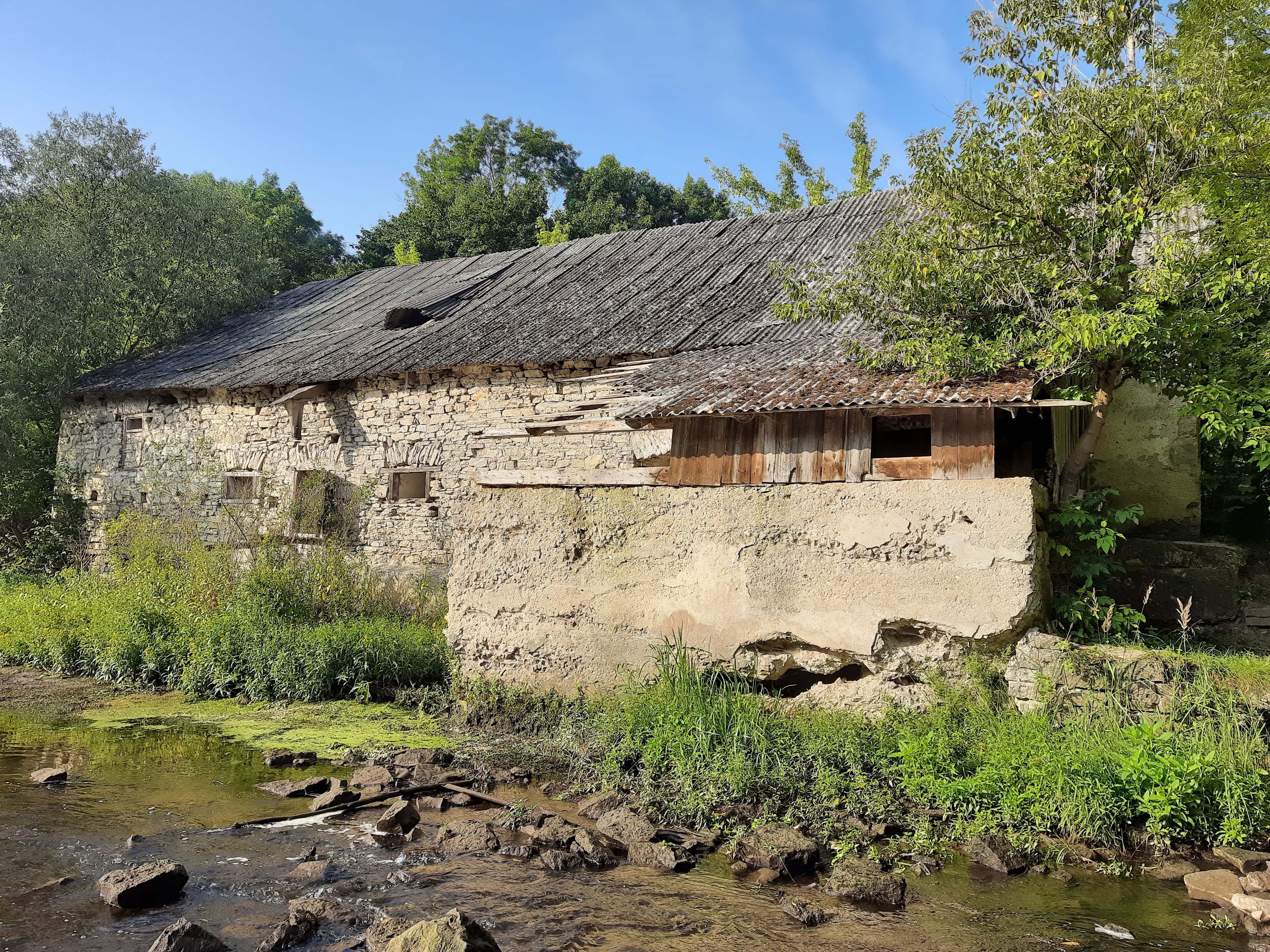
Старий водяний млин

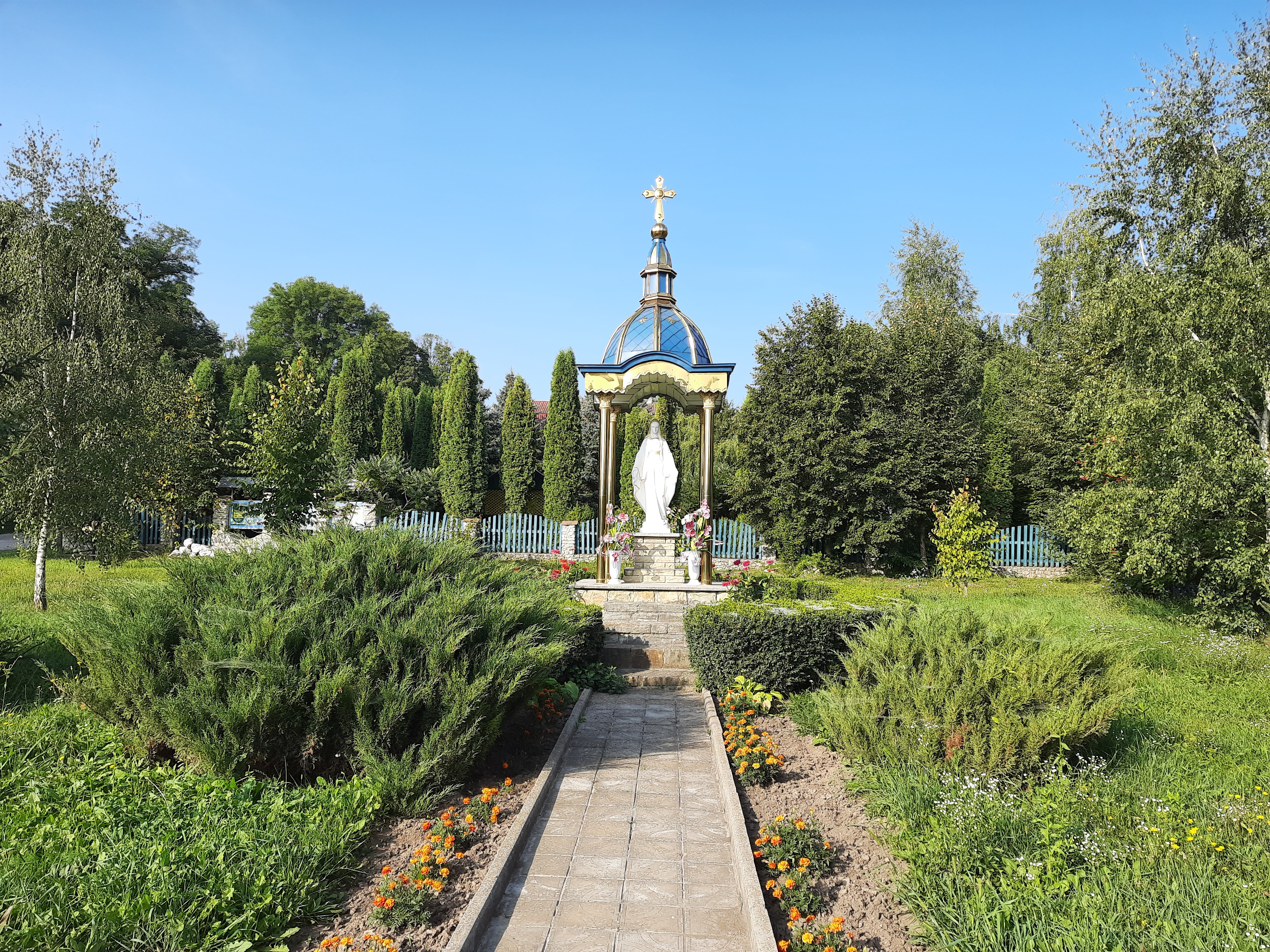
Статуя Божої Матері

Калага́рівка — село в Україні, у Гримайлівській селищній громаді Чортківського району Тернопільської області. Розташоване на сході району, на правому березі річки Збруч (на лівому березі сусідом Калагарівки є селище Сатанів). До 2020 центр сільради, якій були підпорядковані села Волиця та Крутилів. До Калагарівки приєднано хутір Чехова. 

## Історія
Поблизу села виявлено археологічні пам'ятки трипільської та давньоруської культур.
Перша писемна згадка — 1560.
1 серпня 1934 року село увійшло до складу новоутвореної сільської гміни Красне Скалатського повіту.
До 1939 року діяли «Просвіта» та інші українські товариства.
1947 року ланковому місцевого колгоспу імені Сталіна Петрові Бабію першому в історії комсомольської організації Тернопільської області надали звання Героя Соціалістичної Праці. Бабій зібрав по 619 центнерів цукрових буряків з гектара на площі 2 гектари .
12 червня 2020 року, відповідно до розпорядження Кабінету Міністрів України № 724-р «Про визначення адміністративних центрів та затвердження територій територіальних громад Тернопільської області» увійшло до складу Гримайлівської селищної громади.
19 липня 2020 року, в результаті адміністративно-територіальної реформи та ліквідації Гусятинського району, село увійшло до складу новоутвореного Чортківського району.

## Населення

### Мова
Розподіл населення за рідною мовою за даними перепису 2001 року:
| Мова       | Кількість | Відсоток |
| ---------- | --------- | -------- |
| українська | 684       | 99.85%   |
| білоруська | 1         | 0.15%    |
| Усього     | 685       | 100%     |

## Символіка
Затверджений 23 жовтня 2020р. рішенням №1303 XLII сесії сільської ради VII скликання. Автори - В.М.Напиткін, С.В.Ткачов, К.М.Богатов.

### Герб
Щит перетятий хвилясто зеленим і срібним, у першій частині три срібні квітки яблуні, одна і дві, у другій червона мурована стіна з відчиненою брамою, у брамі чорний смолоскип із золотим полум'ям з червоною облямівкою. Унизу картуша напис "КАЛАГАРІВКА" і рік першої згадки "1560".
Герб означає розташування в Медоборах біля річки Збруч, сади біля села, а також легенду про підземний хід до Сатанова.

## Прапор
Квадратне полотнище, розділене хвилястою горизонтальною смужкою на три частини – зелену, білу і муровану червону (57:6:57). На верхній смузі три білі квітки яблуні в горизонтальний ряд.

## Пам'ятки та пам'ятники
Є церква Введення в храм Пресвятої Богородиці (1920, ПЦУ).
Споруджено пам'ятник полеглим у німецько-радянській війні воїнам-односельцям (1967), насипано символічну могилу борцям за волю України (1992).
За переказами, у селі є льох, з якого починається підземний хід, що веде на лівий берег Збруча — до Сатанівської фортеці .

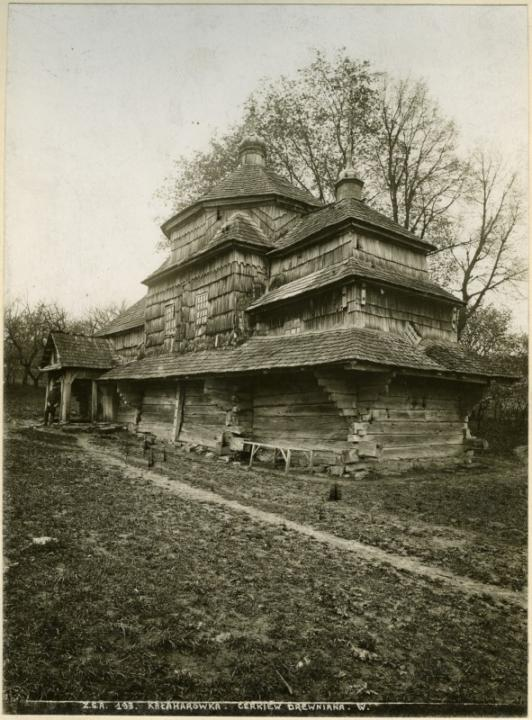
Дерев'яна церква 1784 року. Польська поштівка.
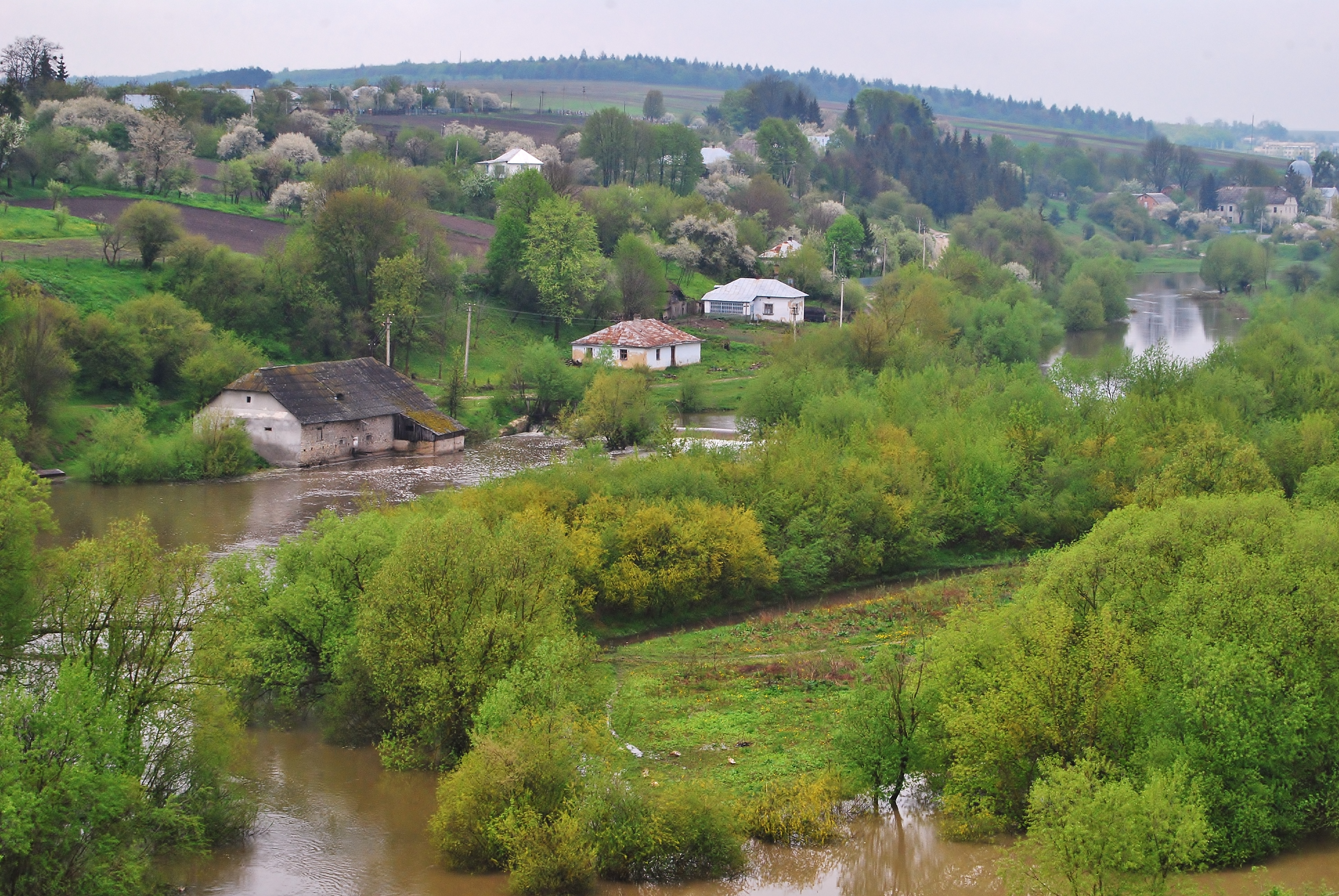
Краєвид на Калагарівку з Сатанова. Зліва водяний млин.
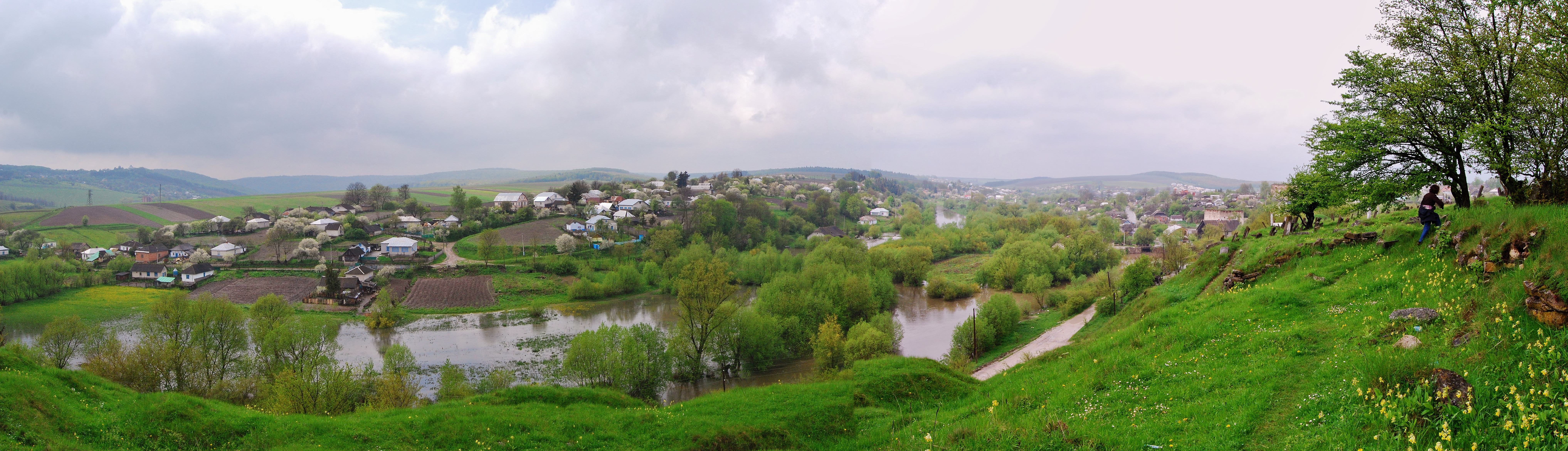
Панорама Калагарівки

## Соціальна сфера
Працюють загальноосвітня школа І-ІІ ступенів, клуб, бібліотека, ФАП, відділення зв'язку.

## Охорона природи
Село межує з національним природним парком «Подільські Товтри».

## Відомі мешканці

### Уродженці
- Гук Іван Тимофійович — лікар-уролог Черкаської обласної лікарні, Заслужений лікар України, Почесний громадянин міста Черкаси.
- Володимир Шиманський - художник -аматор[9]